# Familievlog
Een familievlog is een type vlog, meestal gepubliceerd op platforms zoals YouTube, waarin een gezin (vaak ouders en kinderen) regelmatig gefilmde fragmenten uit hun leven deelt met een online publiek. Familievlogs staan vooral bekend om de hoeveelheid persoonlijke informatie die wordt gedeeld. De zeer persoonlijke vlogs geven een inkijk in het dagelijks leven van een gezin en bevatten voornamelijk beelden van (minderjarige) kinderen. In sommige gevallen strekt de intimiteit zo ver dat ouders de geboorte van hun kind vloggen. Daarnaast worden familievlogs vaak geassocieerd met huisgemaakte video’s, bedoeld als toekomstige herinneringen voor het gezin of nageslacht.
Familievlogs zijn eveneens een uiting van sharenting. Deze term is een porte-manteau van de Engelse begrippen to share ('delen') en parenting ('opvoeding/ouderschap'). Met sharenting wordt het structureel delen van aspecten van het ouderschap of beelden van kinderen op sociale media bedoeld. Binnen deze context kan een familievlog worden opgevat als een gedigitaliseerde zelfrepresentatie van het gezinsleven.

## Geschiedenis
Familievlogs ontstonden, net als vlogs, aan het eind van de jaren 2000, nagenoeg parallel met de opkomst van platforms zoals YouTube. Aanvankelijk deelden gezinnen die vlogden vooral informeel huiselijke momenten online. Algemeen genomen wordt het eerste voorbeeld van een daadwerkelijke familievlog toegeschreven aan The Shaytards, het YouTube-kanaal van het gezin van Shay Carl. Op het The Shaytards-kanaal werd in 2008 de eerste familievlog gepubliceerd.
Iets voor deze periode, in 2007, richtte YouTube het partnerprogramma op.  Dit programma creëerde een nieuw beroepsperspectief voor participanten, waardoor zij hun dagelijks leven en hobby's konden omzetten in vermaak voor anderen. Mede door dit financiële motief waren familievlogkanalen, na het aanvankelijke succes van The Shaytards in 2008, anno 2010 alomtegenwoordig op het platform. Bekende Nederlandse familievlogkanalen die in het begin van de jaren 2010 zijn opgericht zijn De Bellinga's (2013) en Koetlife (2014).

### DaddyOFiveen8 Passengers
Naast de toename van het aantal kanalen op het platform en de toenemende populariteit van het familievloggenre in het algemeen, hebben familievlogkanalen vooral media-aandacht gekregen vanwege vermeende controverses. Bekende voorbeelden hiervan zijn de Amerikaanse kanalen DaddyOFive en 8 Passengers.
Het echtpaar achter het DaddyOFive-kanaal werd in 2017 veroordeeld tot 5 jaar voorwaardelijke celstraf en verloor hun voogdij over de kinderen. Omdat de rechter het bewezen achtte dat het echtpaar hun kinderen verwaarloosde door emotioneel misbruik als grappen te verpakken in hun vlogs.
Ook de oprichter van het 8 passengers-kanaal, Ruby Franke en haar zakenpartner Jodi Hildebrandt werden in 2024 veroordeeld tot maximaal 30 jaar celstraf voor ernstige kindermishandeling. Dit nadat één van haar zoons in ernstig vermagerde toestand met open wonden en omwonden met ducttape uit het huis was ontsnapt en hulp had gezocht. Daarnaast werd er veel kindermishandeling gedocumenteerd in de familievlogs die door Ruby Franke werden gepubliceerd. In 2025 publiceerde Shari Franke, de oudste dochter van het gezin, het boek The House of My Mother: A Daughter's Quest for Freedom, waarin zij een inkijk biedt in de ervaring van een kind die onderdeel uitmaakt van een familievlog.